# Blevaincourt
Blevaincourt é uma comuna francesa na região administrativa do Grande Leste, no departamento de Vosges. Estende-se por uma área de 8.75 km², e possui 103 habitantes, segundo o censo de 2018, com uma densidade de 12 hab/km².